# Odbojka na OI 2000.
Odbojka na Olimpijskim igrama u Sydneyu 2000. godine uključivala je natjecanja u odbojci te u odbojci na pijesku, kako za žene tako i za muškarce.

## Osvajači medalja - odbojka
|       | Zlato | Srebro | Bronca |
| Muški | SR Jugoslavija Vladimir Batez Slobodan Boskan Andrija Gerić Nikola Grbić Vladimir Grbić Slobodan Kovač Đula Mester Vasa Mijić Ivan Miljković Veljko Petković Goran Vujević Igor Vusurović | Rusija Igor Čulepov Valeri Goriovčev Aleksandre Gerasimov Roman Jakovlev Aleksei Kazakov Vadim Kamoutskik Aleksej Koulečov Evguenij Mitkov Ruslan Olikver Ilija Saveljev Serguej Tetjukin Konstantin Ušakov      | Italija Marco Bracci Andrea Gardini Andrea Giani Pasquale Gravina Marco Meoni Samuele Papi Andrea Sartoretti Paolo Tofoli Luigi Mastrangelo Simone Rosalba Mirko Corsano Alessandro Fei  |
| Žene  | Kuba Taismari Aguero Zoila Barros Regla Bell Marlenis Costa Ana Fernandez Mirka Francia Idalmis Gato Lilia Izquierdo Mireya Luis Yumilka Ruiz Marta Sanchez Regla Torres                  | Rusija Jevgenija Artamonova Anastazija Belikova Ljubov Čačkova Ekaterina Gamova Elena Godina Tatijana Gračeva Natalija Morozova Olga Potačova Inesa Sargsian Elizaveta Tičenko Jelena Tjurina Elena Vasilevskaja | Brazil Leila Barros Virna Dias Erika Coimbra Janina Conceicao Kely Fraga Ricarda Lima Katia Lopes Walewska Oliveira Elisangela Oliveira Karin Rodrigues Raquel Silva Helia Rogerio Souza |

## Osvajači medalja - odbojka na pijesku
|       | Zlato                                   | Srebro                                | Bronca                                           |
| Muški | SAD Dain Blanton Eric Fonoimoana        | Brazil Jose Marco Melo Ricardo Santos | Njemačka Axel Hager Jörg Ahmann                  |
| Žene  | Australija Natalie Cook Kerri Pottharst | Brazil Adriana Behar Shelda Bede      | Brazil Adriana Samuel Ramos Sandra Pires Tavares |